# Telurito
Telurito é um oxiânion do telúrio com a fórmula química TeO2–
3
. É o íon negativo formado na dissociação do ácido teluroso (H
2TeO
3
) e está quimicamente relacionado ao dióxido de telúrio (TeO
2
), cuja aparência mineral leva o nome de telurita. Os teluritos são tipicamente sais incolores ou brancos, que em alguns aspectos são comparáveis aos sulfitos. 

## Estrutura e Reações

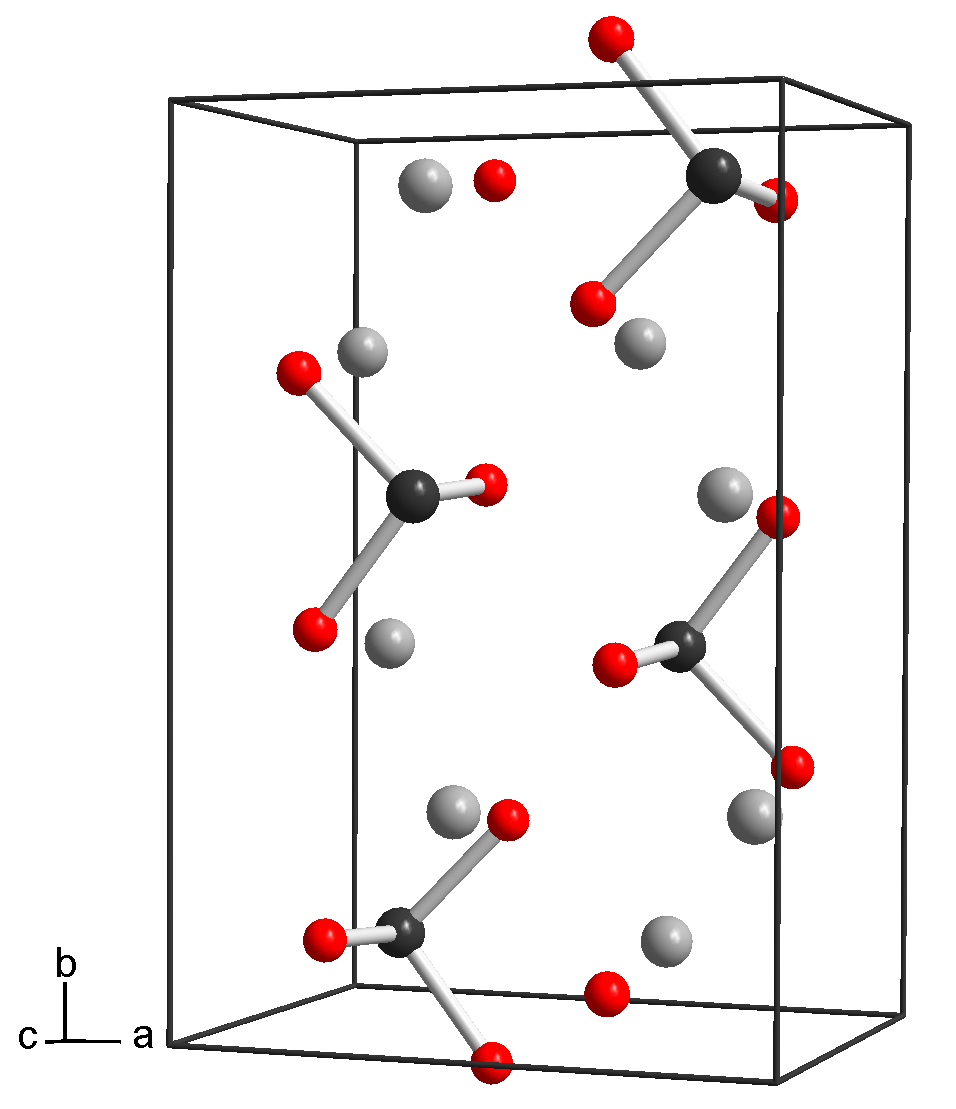
Estrutura cristalina do telurito de sódio, destacando a estrutura piramidal do ânion.

O diânion telurito é piramidal, como o selenito e o sulfito. O ânion tem simetria C3v.
Teluritos podem ser reduzidos a telúrio elementar por eletrólise ou um agente redutor forte. Quando fundidos com sais de nitrato, os sais de telurito oxidam-se a teluratos (TeO2–
4 ou TeO6–
6
).
Após a acidificação de soluções aquosas de sais de telurito, o dióxido de telúrio hidratado sólido (TeO
2 • H
2O
) precipita. Essa reação permite a separação do telúrio do selênio, uma vez que o ácido selenoso (H
2SeO
3
) permanece solúvel em pH baixo. O intermediário na protonação ocorre no oxigênio para dar [TeO
2(OH)]–
.

## Compostos
- Telurito de sódio
- Telurito de potássio (K
2TeO
3

) é usado junto com ágar como parte de um meio seletivo para crescimento de algumas bactérias (meio Clauberg). Corynebacteria e algumas outras espécies reduzem TeO2–
3
 ao Te elementar, que mancha as bactérias de preto.

## Atividade Biológica
Telurito (TeO2–
3
) é um oxiânion altamente tóxico do telúrio com atividade biológica notável, particularmente devido aos seus efeitos tóxicos em vários organismos, incluindo bactérias, plantas e humanos. A falta de proteínas mitocondriais MRPL44, NAM9 (MNA6) e GEP3 (MTG3) na levedura está associada à resistência ao telurito. 